# 紫端麻斑卷管螺
紫端麻斑捲管螺（学名：Turris nadaensis）是新腹足目捲管螺科捲管螺属的一种。

## 分佈
主要分布于台湾海峽及東部海域，常栖息在浅海沙底。

## 外部連結
- 維基物種上的相關：紫端麻斑捲管螺
- Kilburn, R.N.; Fedosov, A.E.; Olivera, B.M.  (PDF). Zootaxa. 2012-03-22, (3244): 1–58 （英语）.[永久]